# Xã Eden, Quận Pipestone, Minnesota
Xã Eden (tiếng Anh: Eden Township) là một xã thuộc quận Pipestone, tiểu bang Minnesota, Hoa Kỳ. Năm 2010, dân số của xã này là 278 người.